# Incisoscutum ritchiei
Os Incisoscutum ritchiei são uma espécie de placodermos que possuía estruturas semelhantes ao clásper, uma espécie de órgão reprodutivo dos tubarões machos.